# Love Potion No. 9 (película)
Love Potion No 9 (titulada en castellano Poción de amor nº9 en España e Hispanoamérica) es una comedia romántica protagonizada por Tate Donovan y Sandra Bullock. Fue estrenada el 13 de noviembre de 1992 en Estados Unidos. Escrita y dirigida por Dale Launer.

## Argumento
Paul Matthews (Tate Donovan) es un joven introvertido al que una gitana, leyendo su mano, pronostica un futuro sin mujeres. Para evitarlo le ofrece un elixir cuya ingestión le hará irresistible para el otro sexo. Escéptico al principio, quedará perplejo viendo el efecto que su gato, al lamer accidentalmente el compuesto, ejerce sobre las hembras de su especie. Tras ver el efecto sobre el felino, Paul decide tomarse dicha poción con el fin de encontrar a la mujer de su vida. Por el camino decide contarle a su no muy guapa colega Diane Farrow (Sandra Bullock) sobre el efecto de esta poción. Juntos desarrollaran su propia poción teniendo los efectos más que deseados, y al mismo tiempo descubrirán que la persona que tanto habían esperado siempre estuvo a su lado, pero el exnovio de Diane descubrirá su secreto y lo usara para recuperarla.  ¿Diane realmente se siente atraída por Paul, más allá de la magia, o su amor será sólo una increíble ilusión que llegó al calor del momento?

## Recepción crítica y comercial
Según la página de Internet Rotten Tomatoes obtuvo un 27% de comentarios positivos.
Cabe destacar el comentario de James Sanford:

"Es una mezcla un poco plana y muy suave".
James Sanford, crítico de cine.

Estrenada en 278 salas de Estados Unidos, recaudó únicamente 754.735 dólares. Se desconoce cuál fue el presupuesto. En la mayoría de países se estrenó en la televisión, sin tener cabida en los circuitos comerciales de las salas cinematográficas.

## Localización
Love Potion No. 9 se rodó en diversas localizaciones de Estados Unidos como Atlanta, Georgia; Los Ángeles, California; Chattanooga, Tennessee y en Bornheim, Rhineland-Palatinate, Alemania.

## Trivia
- Sandra Bullock y Tate Donovan se conocieron en el set de rodaje y mantuvieron una relación sentimental durante varios años. Actualmente la pareja ya no mantiene dicha relación sentimental.[6]